# Абрагам (округ Ґаланта)
Абрагам (словац. Abrahám) — село, громада в окрузі  Ґаланта, Трнавський край, Словаччина. Кадастрова площа громади — 15,78 км². Станом на 31 грудня 2017 року в селі мешкає 1032 особи.

## Історія
Перші згадки про село датуються 1266 роком.

## Населення
| Рік:            | 1994. | 2004.   | 2014.   | 2024.   |
| --------------- | ----- | ------- | ------- | ------- |
| Кількість осіб: | 1140  | 1079    | 1038    | 1112    |
| Різниця:        |       | -5,35 % | -3,79 % | +7,12 % |

| Рік:            | 2023. | 2024.   |
| --------------- | ----- | ------- |
| Кількість осіб: | 1125  | 1112    |
| Різниця:        |       | -1,15 % |